# Wredenhagen

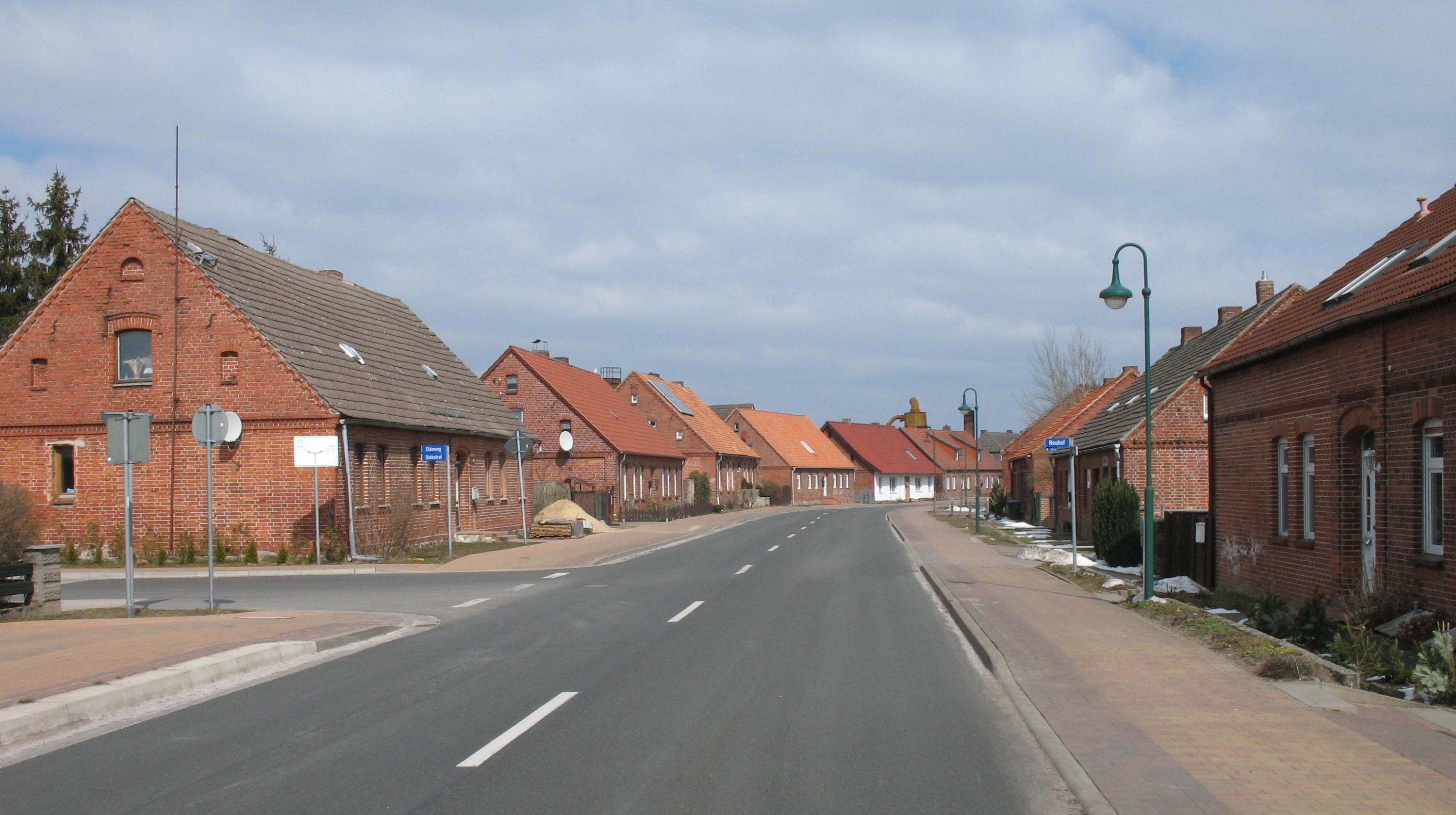

Wredenhagen est une ancienne municipalité allemande située dans le land de Mecklembourg-Poméranie-Occidentale et l'Arrondissement du Plateau des lacs mecklembourgeois.

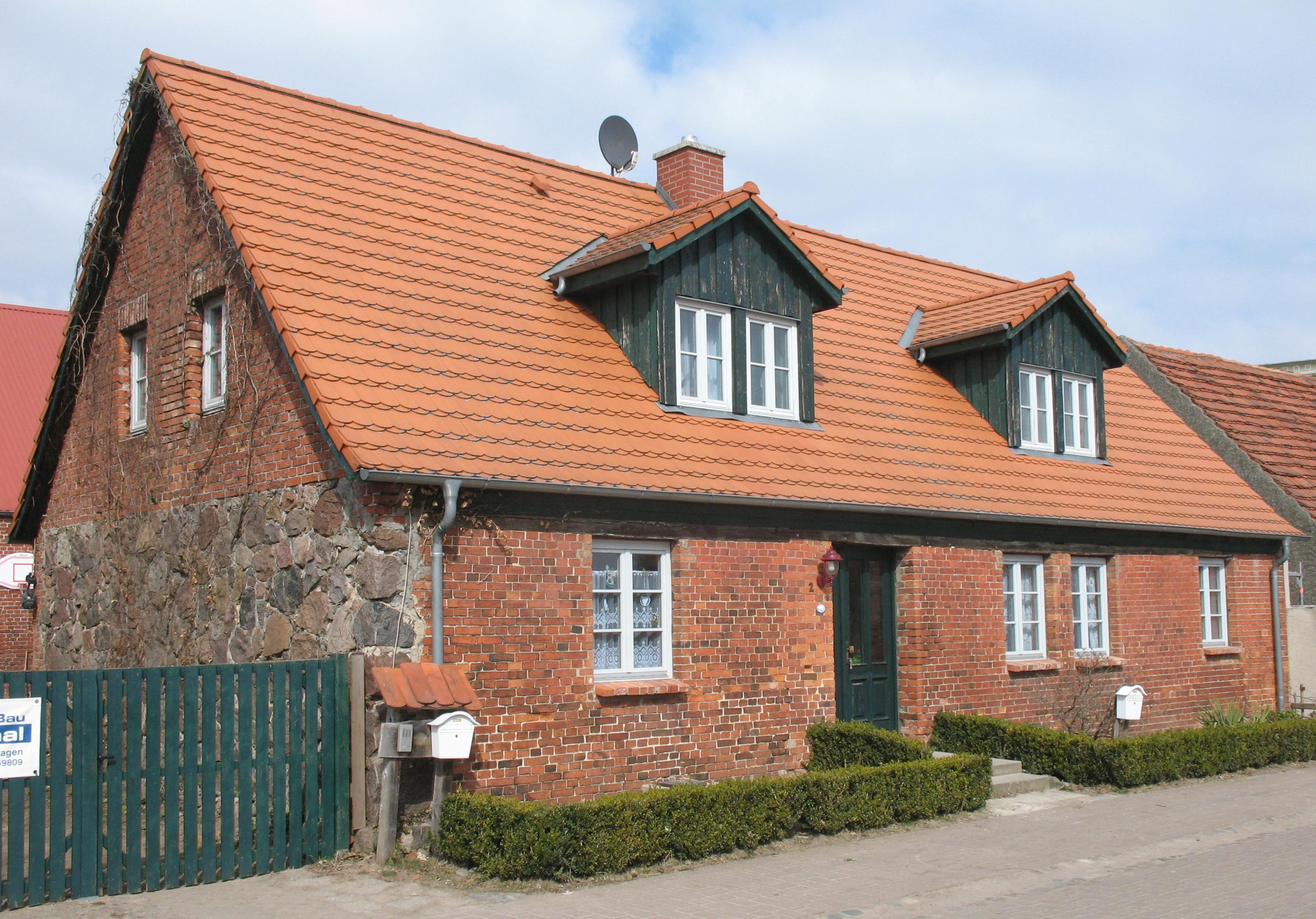
Diekstrat 2
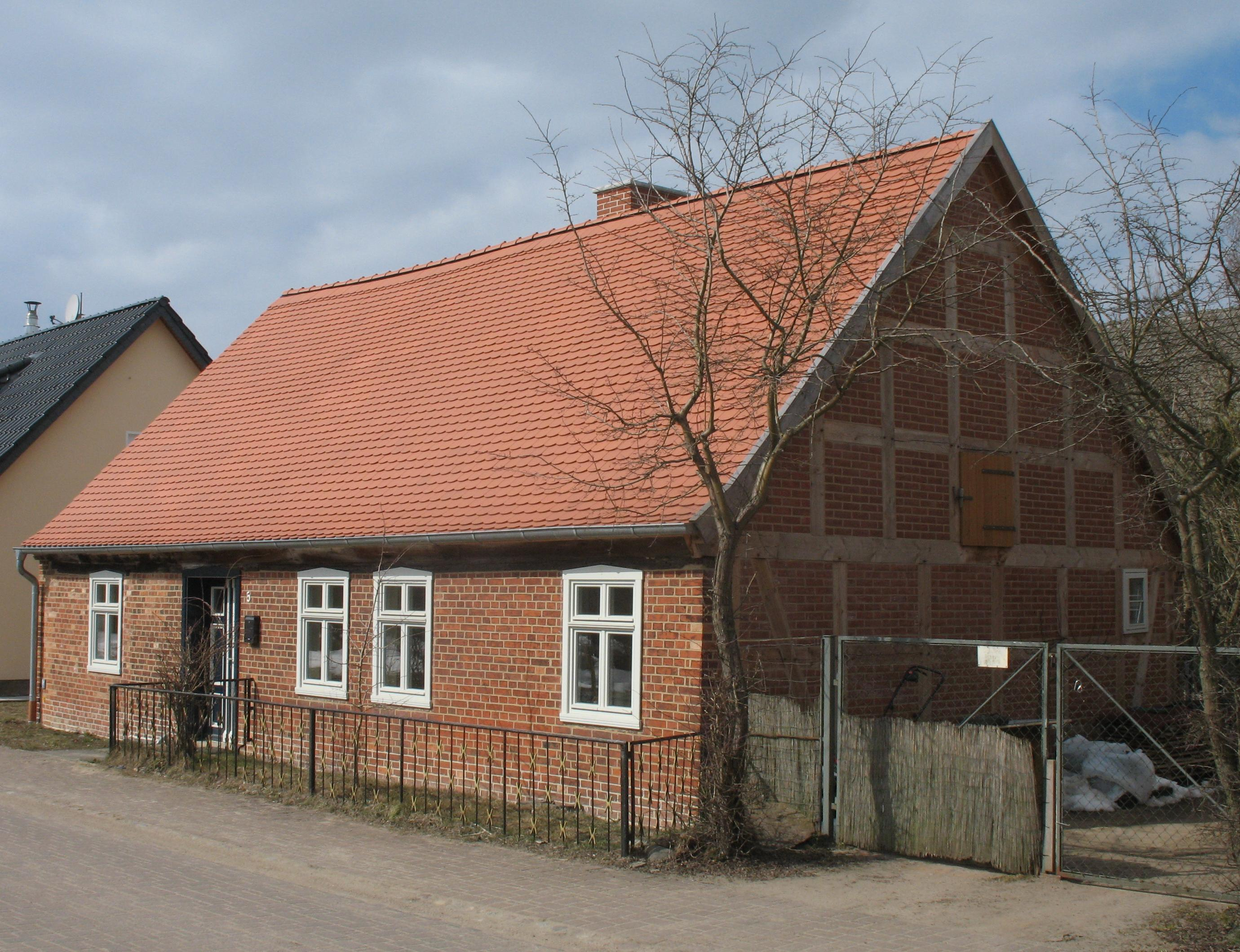
Diekstrat 5
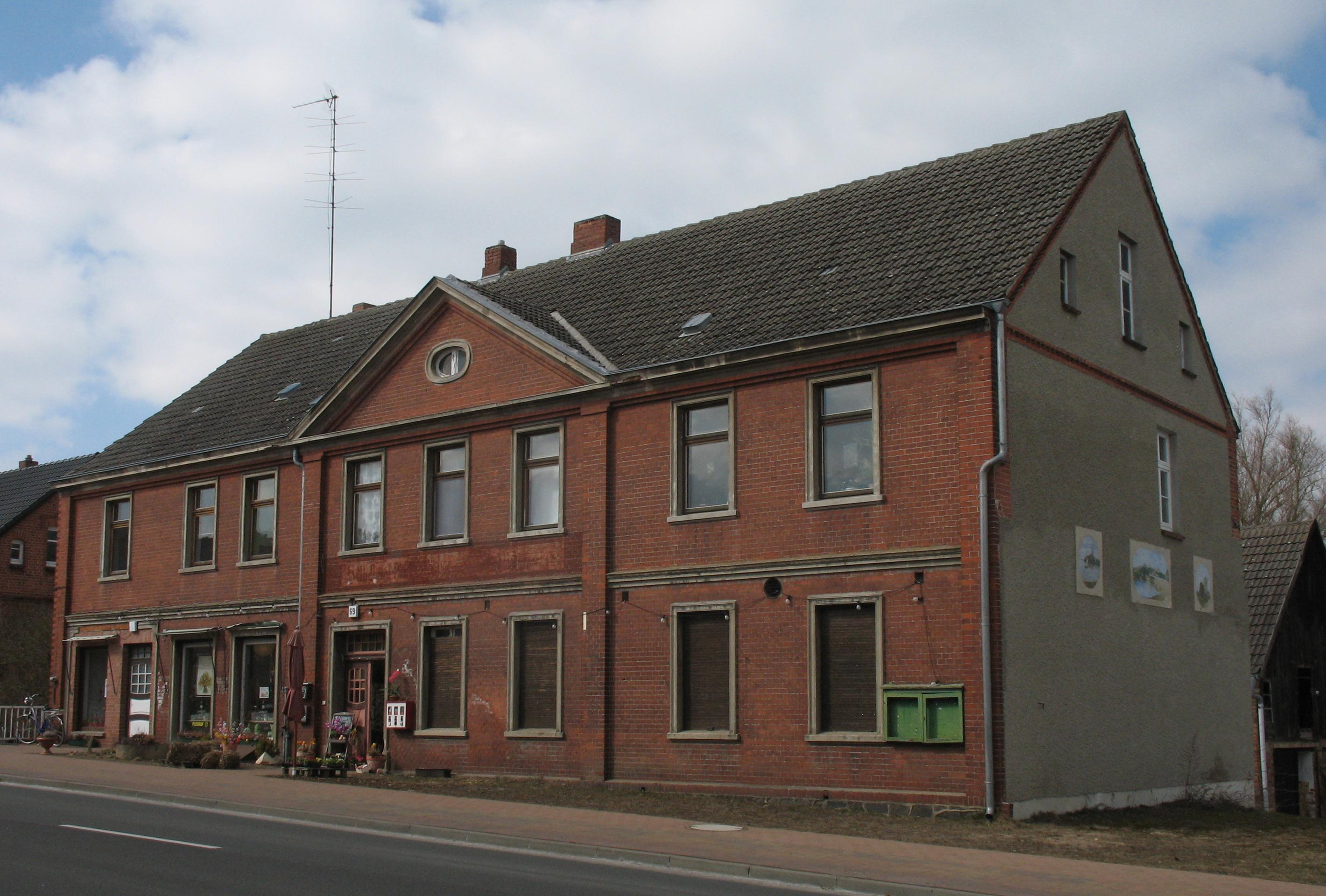
Dorfstr. 69
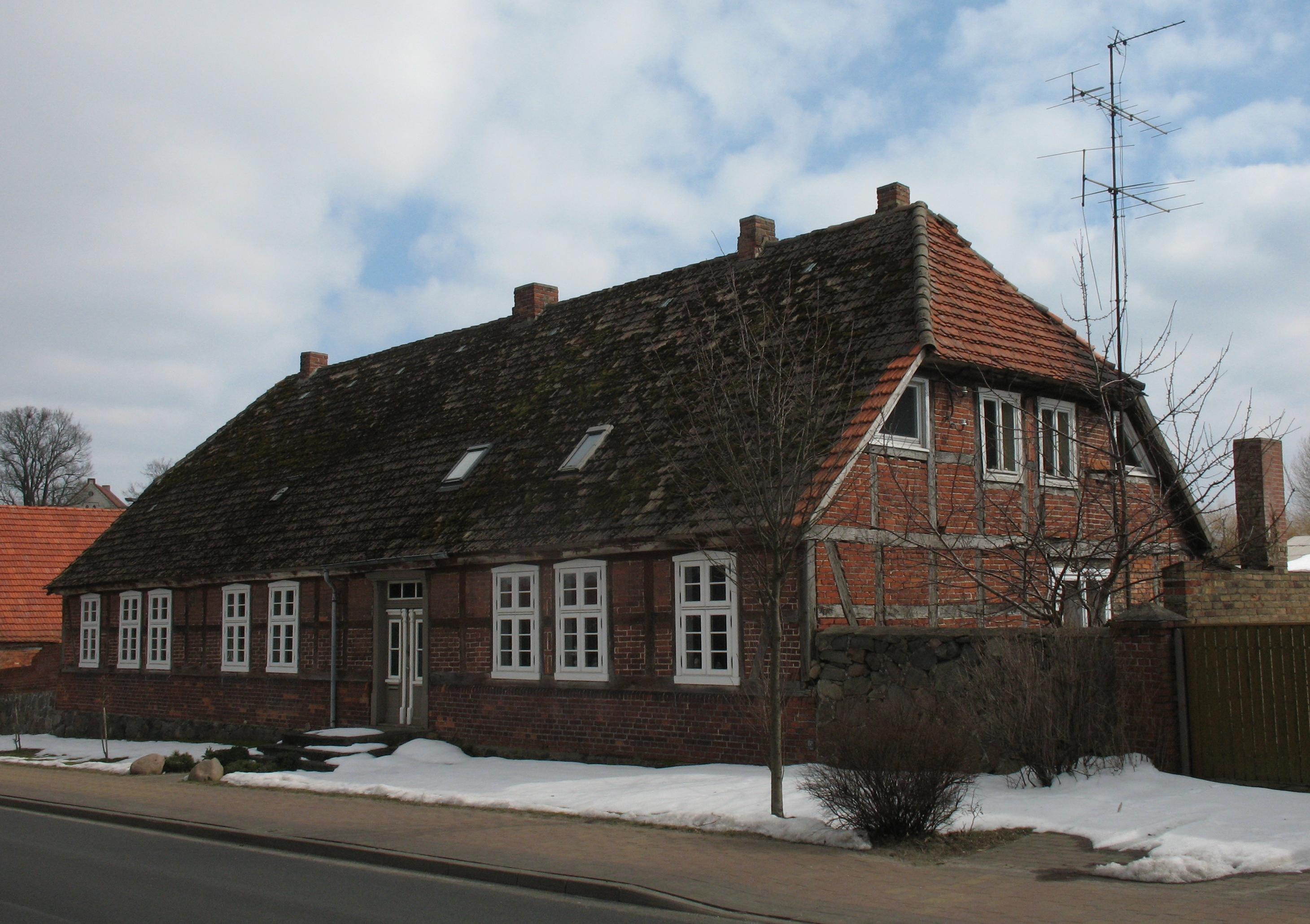
Dorfstr. 70
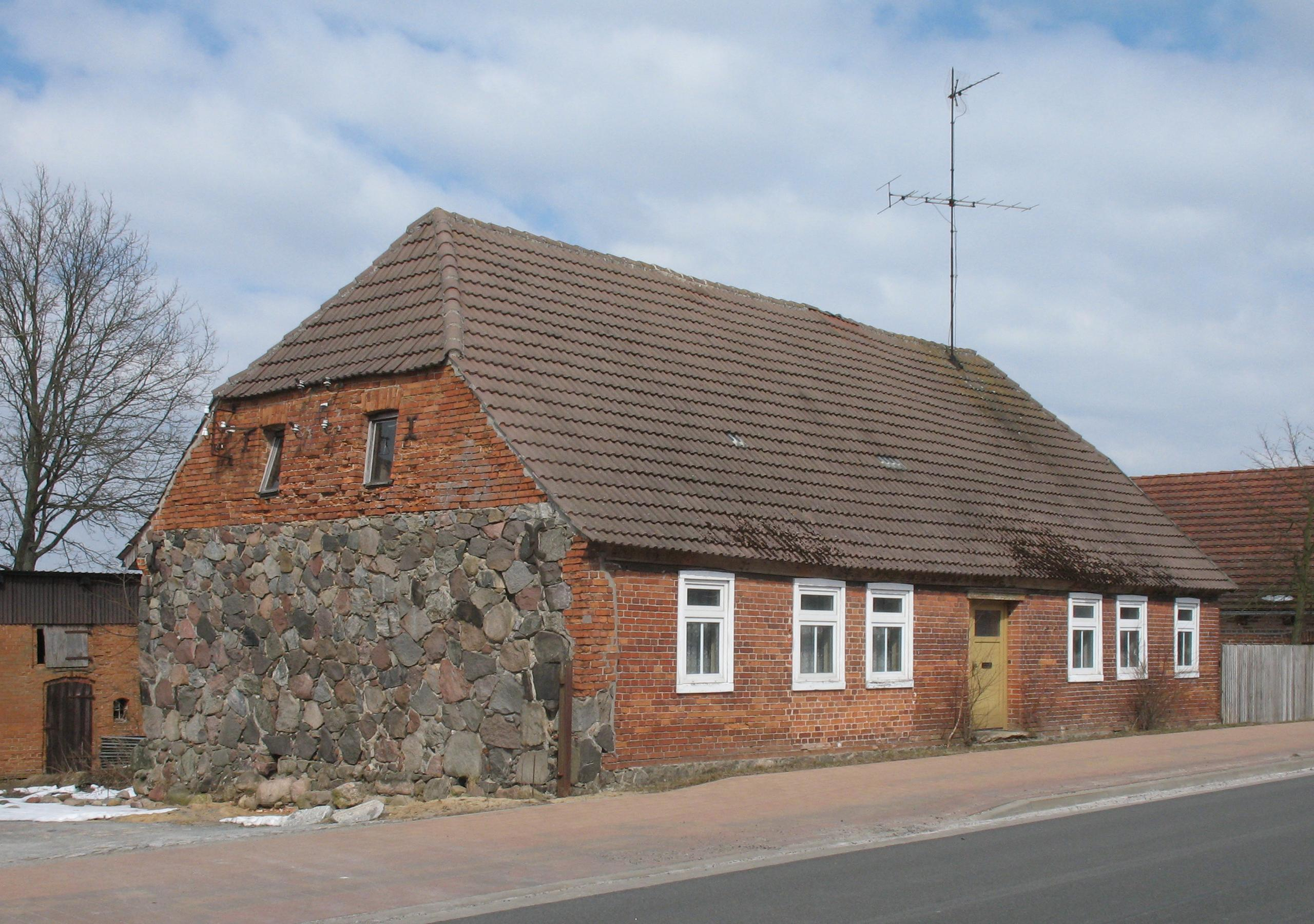
Dorfstr. 75

## Personnalités liées à la ville
- Fritz Christen (1921-1995), militaire né à Wredenhagen.